# Rally Liepāja de 2019
El Rally Liepāja de 2019 fue la 7º edición y la tercera ronda de la temporada 2019 del Campeonato de Europa de Rally. Se celebró del 24 de mayo al 26 de mayo y contó con un itinerario de trece tramos sobre tierra que sumaron un total de 205,96 km cronometrados.
El ganador de la prueba fue el sueco Oliver Solberg quien consiguió su primera victoria en el Campeonato de Europa de Rally en su primera participación en este campeonato, fue acompañado en el podio por el actual campeón defensor, el ruso Alexey Lukyanuk y por el letón Mārtiņš Sesks.

## Itinerario
| Día                     | Tramo | Nombre                            | Distancia | Ganador de la etapa | Automóvil              | Tiempo  | Líder de la general |
| ----------------------- | ----- | --------------------------------- | --------- | ------------------- | ---------------------- | ------- | ------------------- |
| Día 1 (24 de mayo)      | -     | (Shakedown)                       | 3.02 km   | Oliver Solberg      | Volkswagen Polo GTI R5 | 1:29.5  | -                   |
| Día 2 (25 de mayo)      | SS1   | Talsi                             | 14.72 km  | Oliver Solberg      | Volkswagen Polo GTI R5 | 7:11.8  | Oliver Solberg      |
| Día 2 (25 de mayo)      | SS2   | Swecon                            | 14.73 km  | Oliver Solberg      | Volkswagen Polo GTI R5 | 7:05.6  | Oliver Solberg      |
| Día 2 (25 de mayo)      | SS3   | Ramirent                          | 28.36 km  | Alexey Lukyanuk     | Citroën C3 R5          | 13:52.7 | Oliver Solberg      |
| Día 2 (25 de mayo)      | SS4   | SC Grupa                          | 26.50 km  | Oliver Solberg      | Volkswagen Polo GTI R5 | 13:05.2 | Oliver Solberg      |
| Día 2 (25 de mayo)      | SS5   | EGP Letonia                       | 15.15 km  | Oliver Solberg      | Volkswagen Polo GTI R5 | 6:51.8  | Oliver Solberg      |
| Día 3 (26 de mayo)      | SS6   | Canon Biznesa Centrs - IB Serviss | 6.53 km   | Oliver Solberg      | Volkswagen Polo GTI R5 | 3:05.4  | Oliver Solberg      |
| Día 3 (26 de mayo)      | SS7   | SIXT Rent a car 1                 | 18.26 km  | Oliver Solberg      | Volkswagen Polo GTI R5 | 9:02.6  | Oliver Solberg      |
| Día 3 (26 de mayo)      | SS8   | Port of Liepāja                   | 10.29 km  | Oliver Solberg      | Volkswagen Polo GTI R5 | 5:33.1  | Oliver Solberg      |
| Día 3 (26 de mayo)      | SS9   | SIXT Rent a car 2                 | 18.26 km  | Alexey Lukyanuk     | Citroën C3 R5          | 8:51.7  | Oliver Solberg      |
| Día 3 (26 de mayo)      | SS10  | Neste 1                           | 10.81 km  | Oliver Solberg      | Volkswagen Polo GTI R5 | 5:22.1  | Oliver Solberg      |
| Día 3 (26 de mayo)      | SS11  | Liepāja 1                         | 15.77 km  | Oliver Solberg      | Volkswagen Polo GTI R5 | 7:37.8  | Oliver Solberg      |
| Día 3 (26 de mayo)      | SS12  | Neste 2                           | 10.81 km  | Alexey Lukyanuk     | Citroën C3 R5          | 5:21.7  | Oliver Solberg      |
| Día 3 (26 de mayo)      | SS13  | Liepāja 2                         | 15.77 km  | Oliver Solberg      | Volkswagen Polo GTI R5 | 7:21.7  | Oliver Solberg      |
| Fuente:ewrc-results.com |       |                                   |           |                     |                        |         |                     |

## Clasificación final
| Pos.                     | Piloto            | Copiloto          | Automóvil              | Equipo                     | Tiempo    | Puntos |
| ------------------------ | ----------------- | ----------------- | ---------------------- | -------------------------- | --------- | ------ |
| 1                        | Oliver Solberg    | Aaron Johnston    | Volkswagen Polo GTI R5 | Sports Racing Technologies | 1:27:23.0 | 25+14  |
| 2                        | Alexey Lukyanuk   | Dmitriy Eremeev   | Citroën C3 R5          | Saintéloc Junior Team      | +22.7     | 18+11  |
| 3                        | Mārtiņš Sesks     | Krišjanis Caune   | Škoda Fabia R5         | LMT Autosporta Akadēmija   | +57.4     | 15+10  |
| 4                        | Chris Ingram      | Ross Whittock     | Škoda Fabia R5         | Toksport WRT               | +1:16.8   | 12+8   |
| 5                        | Łukasz Habaj      | Daniel Dymurski   | Škoda Fabia R5         | Sports Racing Technologies | +2:17.7   | 10+3   |
| 6                        | Filip Mareš       | Jan Hloušek       | Škoda Fabia R5         | ACCR Czech Rally Team I    | +3:02.4   | 8+2    |
| 7                        | Marijan Griebel   | Stefan Kopczyk    | Škoda Fabia R5         | Marijan Griebel            | +3:32.0   | 6+2    |
| 8                        | Hiroki Arai       | Ilka Minor        | Citroën C3 R5          | STARD                      | +3:36.5   | 4      |
| 9                        | Eyvind Brynildsen | Cato Menkerud     | Škoda Fabia R5         | Toksport WRT               | +3:46.2   | 2+3    |
| 10                       | Mattias Adielsson | Andreas Johansson | Citroën C3 R5          | Sweden National Team       | +4:12.6   | 1      |
| Fuente: ewrc-results.com |                   |                   |                        |                            |           |        |

## Clasificaciones tras el rally
| Posición | Piloto          | Puntos | Cambios de posición |
| -------- | --------------- | ------ | ------------------- |
| 1        | Lukasz Habaj    | 71     | Sin cambios         |
| 2        | Chris Ingram    | 70     | Sin cambios         |
| 3        | Alexey Lukyanuk | 44     | Crecimiento         |
| 4        | Oliver Solberg  | 39     | Crecimiento         |
| 5        | Marijan Griebel | 26     | Decrecimiento       |

| Posición | Equipo                     | Puntos | Cambios de posición |
| -------- | -------------------------- | ------ | ------------------- |
| 1        | Sports Racing Technologies | 75     | Crecimiento         |
| 2        | Toksport WRT               | 64     | Decrecimiento       |
| 3        | Saintéloc Junior Team      | 60     | Crecimiento         |
| 4        | Rally Team Spain           | 58     | Decrecimiento       |
| 5        | FPAK Portugal Team ERC     | 43     | Decrecimiento       |